# Fritz Petsch
Fritz Petsch (* 16. oder 19. September 1927 in Neuwied; † 2. Mai 2021 Selters (Westerwald)) war ein deutscher Arbeiter und Politiker (SPD).

## Leben
Petsch besuchte die Volksschule und legte 1944 die Kaufmannsgehilfenprüfung ab. Nach Kriegsdienst und Kriegsgefangenschaft war er von 1946 bis 1952 in Sheffield (England) als Sprengleiter tätig. Später war er Maschinenschlosser, Hilfsarbeiter, technischer Zeichner, Disponent, bis 1979 Lagerverwalter in Rheinbrohl. Danach war er wegen der Schließung des Werks arbeitslos, dann Installateur und bis 1990 gewerblicher Mitarbeiter der Stadtwerke GmbH Neuwied.

## Politik
1964 trat er der SPD bei und war in verschiedene parteipolitische Funktionen, darunter in der Arbeitsgemeinschaft für Arbeit, tätig. Von 1979 bis 1984 war er Mitglied des Stadtrats. Am 23. Februar 1987 rückte er für Manfred Scherrer in den zehnten Landtag Rheinland-Pfalz nach, dem er bis zum Ende der Wahlperiode am 15. Mai 1987 angehörte.
Seit 1952 war er Mitglied des DGB, zeitweise Ortsvorsitzender und Betriebsrat. 1957 wurde er Mitglied der Arbeiterwohlfahrt, 1979 Mitglied der Gewerkschaft Öffentliche Dienste, Transport und Verkehr bzw. bei ver.di.